# Blob
Blob (títol original: The Blob) és una pel·lícula de terror estatunidenca de 1988 dirigida per Chuck Russell. Es tracta d'un remake de The Blob de l'any 1958. Ha estat doblada al català.

## Argument
Una meteorit cau sobre la Terra. Una massa informa en surt i creix ingerint un dels habitants d'una ciutat dels Estats Units. El Blob rellisca per tot arreu per acorralar les seves víctimes i res no sembla poder aturar-lo. En aquest ambient infernal, Meg Penny i Brian Flagg, intenten sobreviure, mentre un misteriós equip governamental posa la ciutat en quarantena.

## Repartiment
- Kevin Dillon: Brian Flagg
- Shawnee Smith: Megan Penny
- Donovan Leitch, Jr.: Paulerson Taylor "Paul"
- Jeffrey DeMunn: el xèrif Herbert Geller "Herb"
- Paul McCrane: Diputat William Briggs
- Candy Clark: Francine Hewitt
- Art LaFleur: Farmacèutic Thomas Penny
- Bill Moseley: 2n soldat
- Erika Eleniak: Victoria De Soto, dona en el cotxe
- Frank Collison: Hobbs
- Ricky Paull Goldin: Prescott Jeske
- Joe Seneca: metge Christopher Meddows
- Del Close: Reverend Jacob Meeker
- Michael Kenworthy: Kevin Penny
- Clayton Landey: George Ruit
- Bonic Billingslea: Moss Woodley
- Douglas Emerson: Edward Beckner
- Jamison Newlander: Anthony Beckner
- Billy Beck: el sense-sostre
- Robert Axelrod: Jennings

## Al voltant de la pel·lícula
Una picada d'ull a la criatura de Blob es pot veure en la pel·lícula d'animació Monstres contra alienígenes; es tracta d'una massa batejada el B.O.B (Bicarbonate Ostylezene Benzoate) després d'una experiència fallida feta sobre un tomàquet modificat geneticament.

## Remake
La pel·lícula havia de fer l'objecte d'un remake pel realitzador Rob Zombie, que finalment va abandonar el projecte l'any 2010. Simon West també va estar lligat a un projecte de remake.